# Wrafton
Wrafton – wieś w Anglii, w hrabstwie Devon, w dystrykcie North Devon.